# Xanthogalum
Xanthogalum es un género monotípico de planta herbácea perteneciente a la familia Apiaceae. Su única especie: Xanthogalum purpurascens es originaria de Turquía.

## Taxonomía
Xanthogalum purpurascens fue descrita por Julius Leopold Eduard Avé-Lallemant y publicado en Index Seminum St.Petersburg (Petropolitanus) viii. 73 (1842).